# Zanthoxylum molle
Zanthoxylum molle är en vinruteväxtart som beskrevs av Alfred Rehder. Zanthoxylum molle ingår i släktet Zanthoxylum och familjen vinruteväxter. Inga underarter finns listade i Catalogue of Life.